# Cabo de Santa María (Mozambique)
El cabo de Santa María está ubicado en el extremo norte de la península de Machangulo, en Mozambique. A 500 metros de distancia, en dirección al norte, se encuentra el cabo denominado punta Torres, extremo sur de la isla de la Inhaca.
La costa oeste del cabo está bañada por las aguas del océano Índico y la costa este por las aguas de la bahía de Maputo. El extremo septentrional, conforma la orilla sur del canal de Santa María.
La morfología y posición del cabo no es estática, y está condicionada por procesos de erosión, generados por acción de los vientos y las mareas.